# Wyborg
Wyborg (ros. Выборг, fiń. Viipuri, szw. Viborg) – miasto w Rosji, w obwodzie leningradzkim, leżące na Przesmyku Karelskim, nad Zatoką Wyborską. W Wyborgu występuje głównie przemysł stoczniowy, spożywczy, chemiczny, odzieżowy i elektrotechniczny. Miasto jest również ośrodkiem uzdrowiskowym i celem wypraw turystów. Według oficjalnych danych federalnych w 2021 roku zamieszkiwały je 74 054 osoby.

## Historia

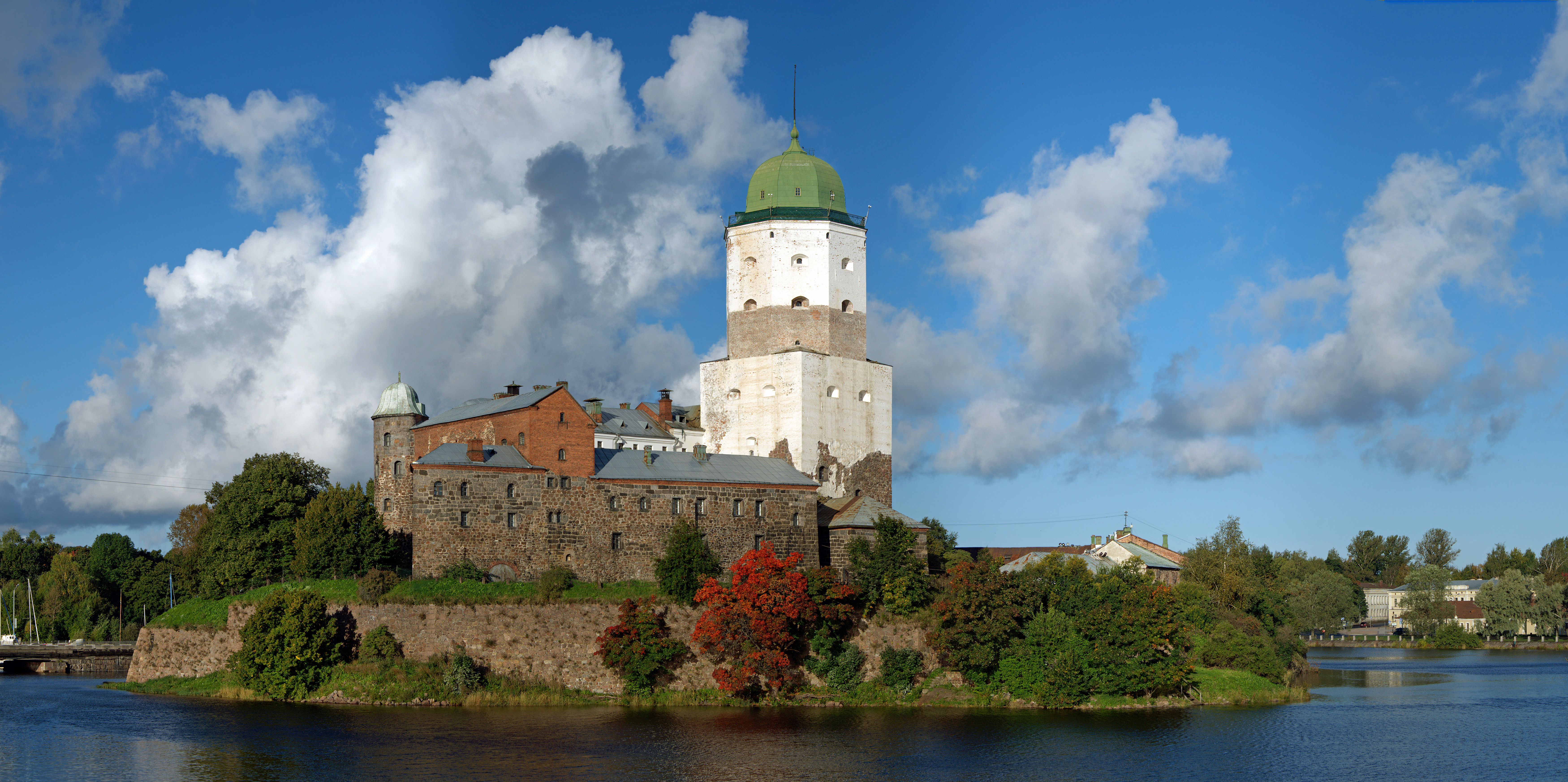
Wyborg, zamek z XIII wieku

Wyborg istniał już w X wieku, jako mała rybacka wioska zamieszkana przez Karelów. W niedługim czasie po wybudowaniu tam fortu, stał się ważnym ośrodkiem handlowym w księstwie Karelii. W XII wieku po raz pierwszy był wzmiankowany. W 1293 roku wraz z przyłączeniem księstwa przez Tyrgilsa Knutssona do królestwa Szwecji, został wybudowany zamek. Od XIV wieku Viipuri (Wyborg) należało do Hanzy. Miasto było położone na terenach spornych między Szwecją a Rosją. W XVII wieku miasto podupadło i straciło nieco na znaczeniu. W 1721 roku w wyniku szwedzko-rosyjskiego pokoju w Nystad przeszło w ręce Rosji.
Od 1811 roku włączone w skład Wielkiego Księstwa Finlandii, znajdującego się pod berłem Romanowów. Wraz z wybudowaniem do miasta linii kolejowej w 1869 roku, zaczął rozwijać się przemysł. Miasto było siedzibą istniejącej w latach 1892–1924 eparchii fińskiej i wyborskiej.
W latach 1918–1940 miasto należało do niepodległej Finlandii jako Viipuri. Było ono drugim co do wielkości miastem Finlandii oraz ważnym ośrodkiem przemysłowym, gospodarczym i kulturalnym. 95% mieszkańców stanowili Finowie, ale ważny element w życiu miejskim stanowiły różne mniejszości, np. Rosjanie, Niemcy, Żydzi i Tatarzy oraz szwedzkojęzyczni Finowie. Architekt Alvar Aalto zaprojektował (1927–1935) w Wyborgu słynną funkcjonalistyczną bibliotekę, która jest uważana za jeden z najważniejszych pomników modernistycznej architektury.
W wyniku wojny zimowej Finlandia utraciła miasto wraz z Przesmykiem Karelskim. Mieszkający w Wyborgu Finowie zostali ewakuowani na inne obszary Finlandii, a miasto zostało zaminowane przez Armię Czerwoną. 23 czerwca 1941 roku (dzień po niemieckim ataku na ZSRR), Finlandia została zaatakowana przez ZSRR. W krótkim czasie jej wojska przejęły inicjatywę i opanowały Wyborg, podchodząc następnie pod Leningrad w tzw. wojnie kontynuacyjnej, co pozwoliło na powrót uchodźców. 20 czerwca 1944 roku, w czasie operacji wyborskiej, miasto zostało zajęte przez 21 Armię, wchodzącą w skład Frontu Leningradzkiego.
Po zakończeniu wojny Wyborg został włączony do Związku Radzieckiego, a ludność fińska została ponownie wysiedlona. Po opuszczeniu miasta przez Finów zasiedlono je osadnikami ze Związku Radzieckiego, przede wszystkim z Rosji. Administracyjnie miasto należy do obwodu leningradzkiego.
W 2007 r. w Finlandii opublikowano informację, jakoby w 1991 r. władze tego kraju otrzymały propozycję odkupienia za 15 mld dolarów Karelii, jednak powołana przez prezydenta Mauno Koivisto grupa ekspertów ustaliła, że szacowane na 70 mld dol. koszty odbudowy i naprawy tamtejszej infrastruktury byłyby zbyt wysokie dla budżetu państwa. Informacjom tym zaprzeczyli zarówno Koivisto, jak i inni ówcześni politycy. W 2019 r. były wiceminister spraw zagranicznych Rosji Andriej Fiodorow potwierdził, że w 1991 roku władze ZSRR chciały sprzedać Finlandii za 15 mld dol. Karelię i rejon Petsamo, a w 1992 r. taką samą propozycję powtórzył doradca prezydenta Rosji Giennadij Burbulis. Sam Burbulis zdecydowanie jednak temu zaprzeczył.

## Demografia

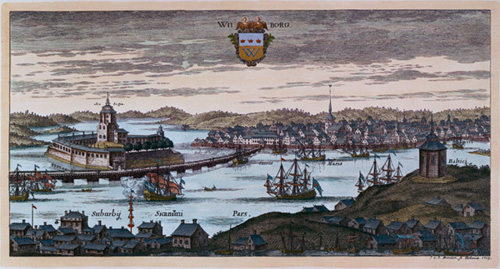
Wyborg w 1709 roku

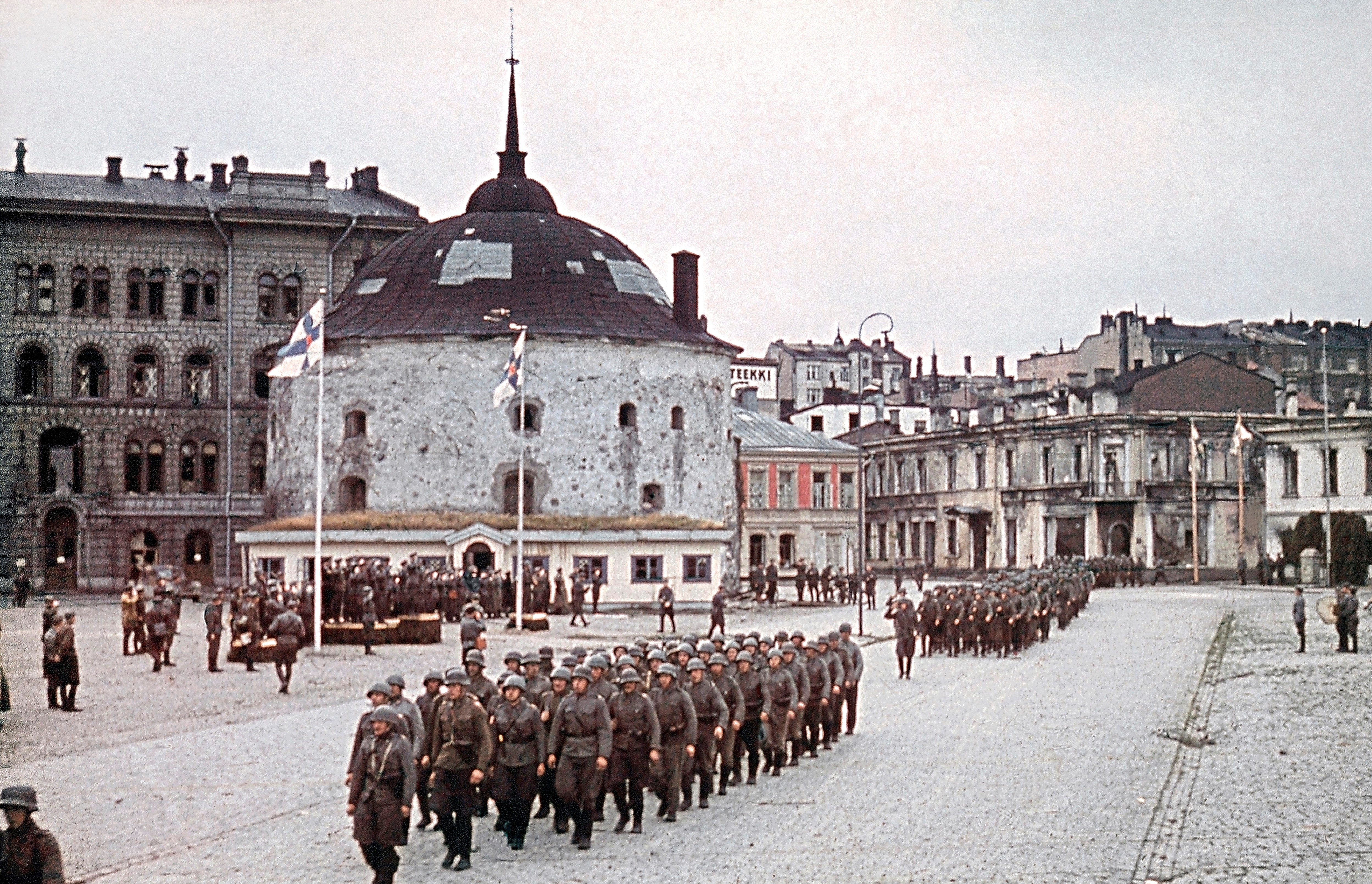
Armia fińska w Wyborgu w 1941 roku

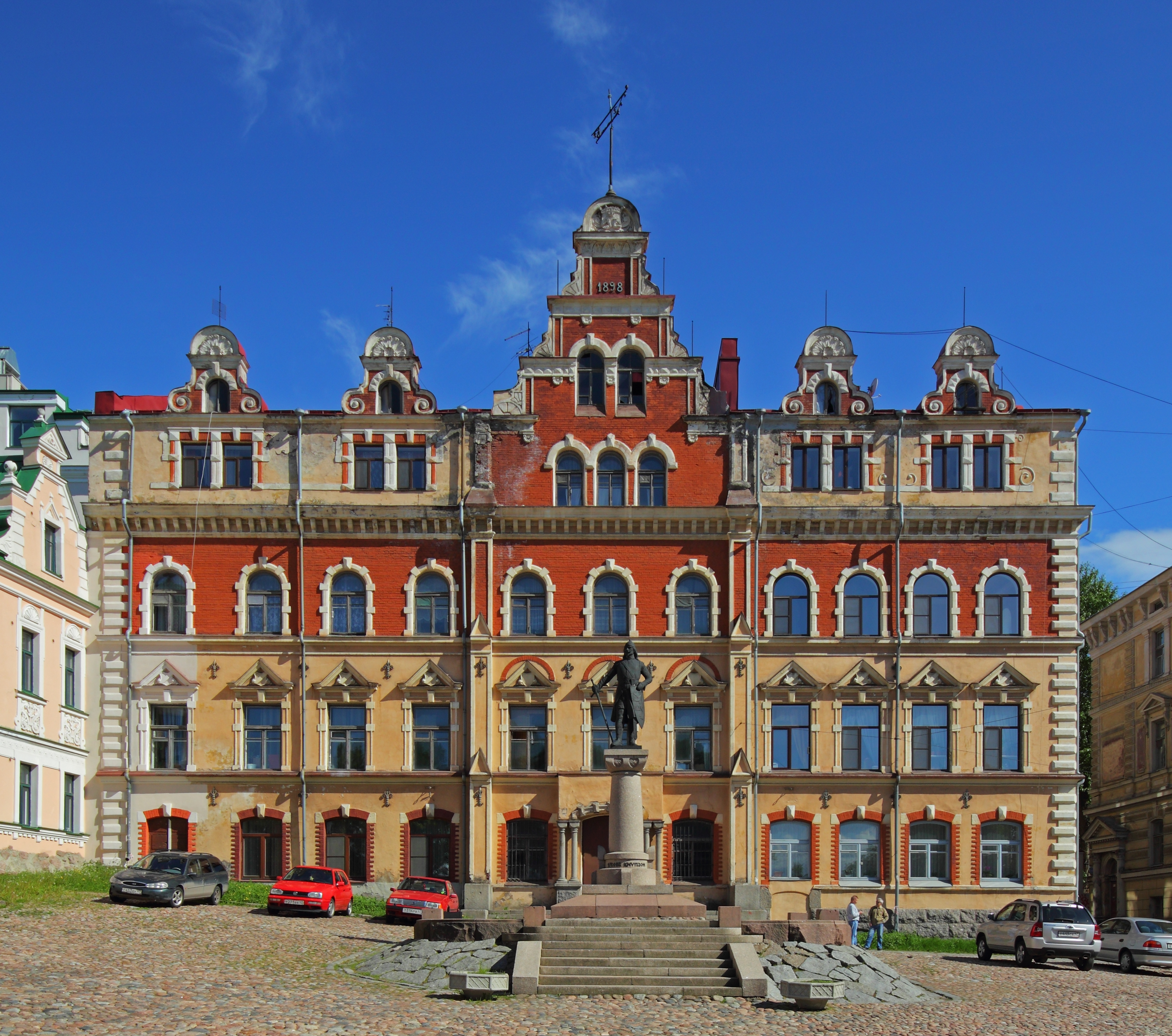
Muzeum regionalne w Wyborgu

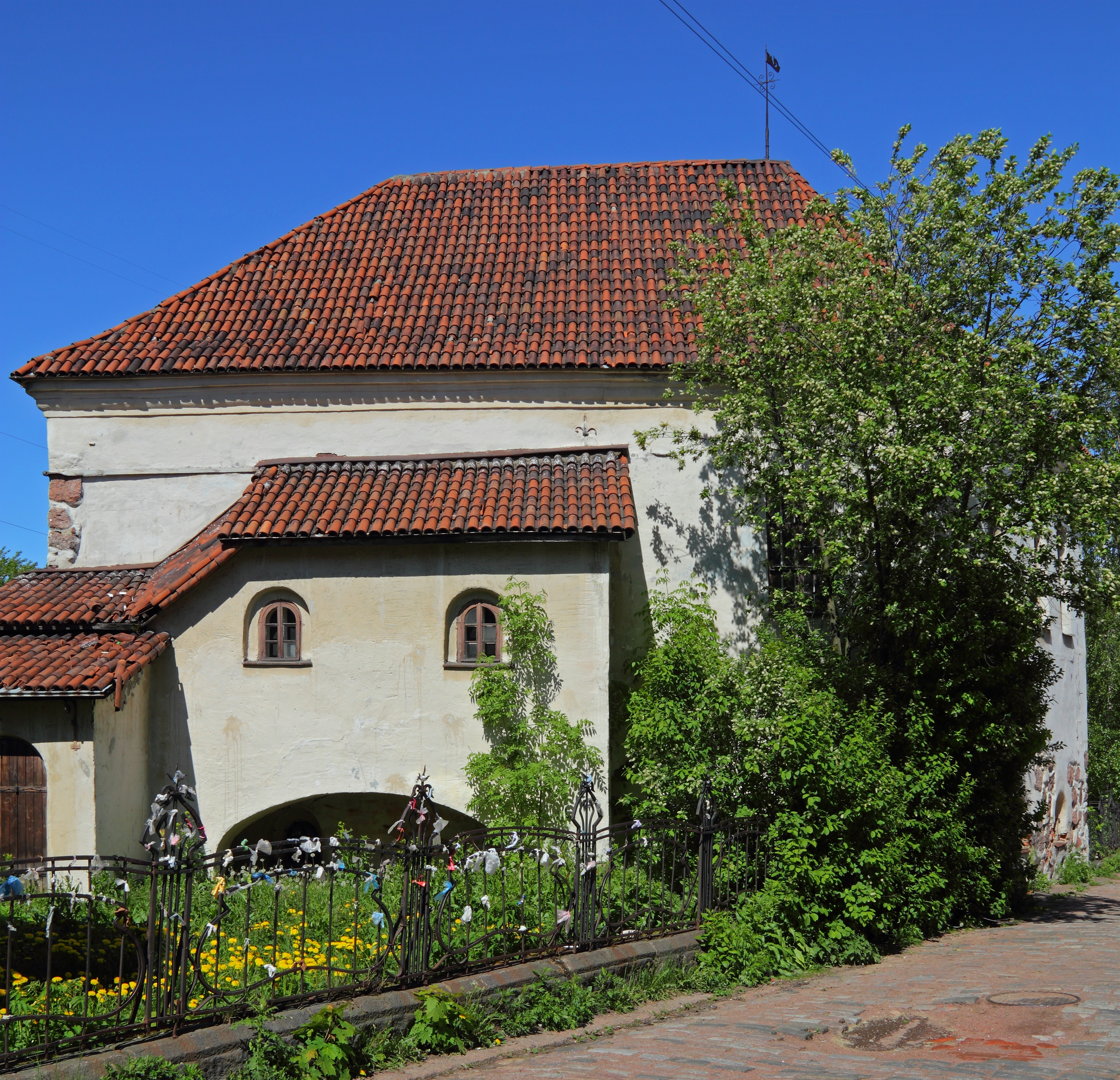
Kościół Świętego Jacka w Wyborgu

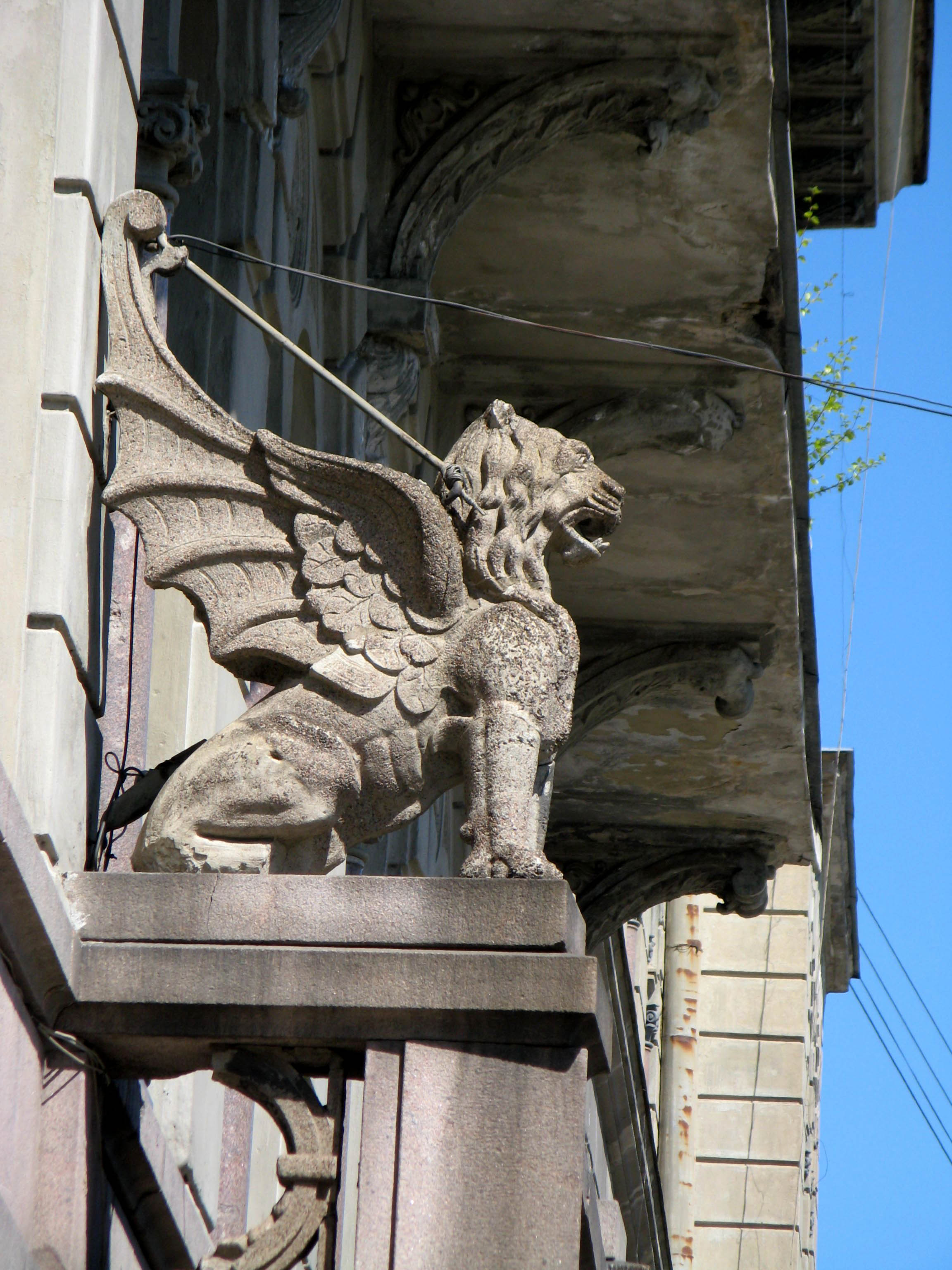
Architektura miasta

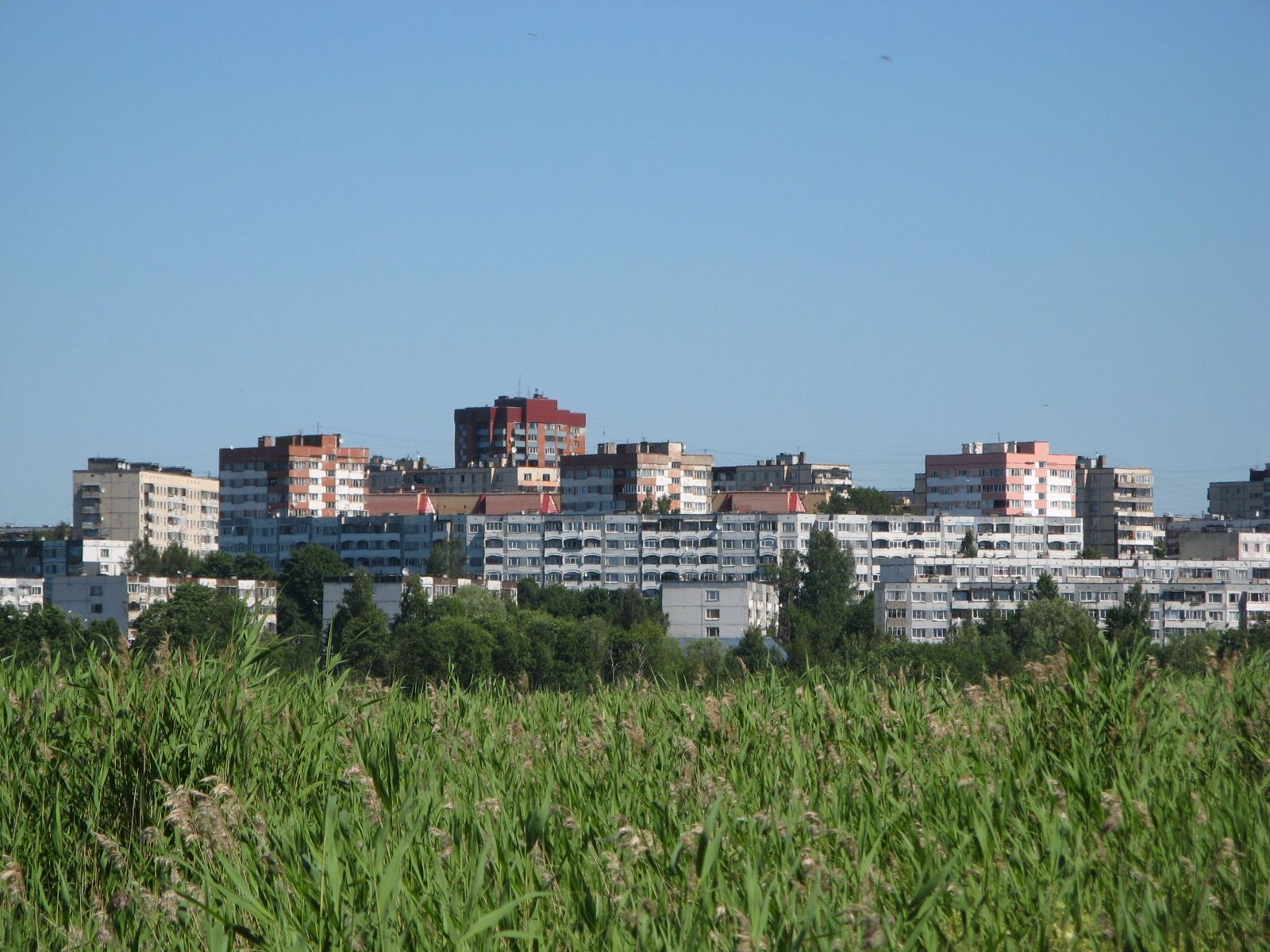
Sowiecka zabudowa miasta

### Informacje ogólne
Według lokalnych danych z 2011 roku w Wyborgu mieszka 80 100 ludzi. Dane federalne z 2010 roku podają liczbę mieszkańców jako 79 962 osoby. W 2010 roku urodziło się 818 dzieci, zmarły 1182 osoby. Pod względem migracyjnym, miasto opuściło 611 dotychczasowych mieszkańców, ale 1340 nowych zarejestrowało swój pobyt. Liczba ludności w wieku produkcyjnym wyniosła wówczas 42 600 osób, a bezrobocie 0,45%. W 2002 roku kobiety stanowiły 53,9%, a mężczyźni 46,1%. W 2008 roku struktura ludności wyglądała następująco, ludność do 18. roku życia stanowiła 17,4% populacji, ludność w wieku produkcyjnym 54,4%, bezrobotni 1,2%, a ludność w wieku poprodukcyjnym 27%.

### Statystyki
| Rok: | Liczba ludności: |
| ---- | ---------------- |
| 1812 | 2900             |
| 1841 | 4700             |
| 1850 | 8600             |
| 1870 | 13 500           |
| 1897 | 23 500           |
| 1900 | 36 800           |
| 1924 | 51 500           |
| 1939 | 74 400           |
| 1940 | 38 000           |
| 1944 | 30 000           |
| 1945 | 2500             |
| 1946 | 16 400           |
| 1950 | 35 000           |
| 1959 | 51 100           |
| 1962 | 57 000           |
| 1967 | 65 000           |
| 1970 | 65 200           |
| 1973 | 68 000           |
| 1976 | 71 000           |
| 1979 | 75 600           |
| 1982 | 78 000           |
| 1986 | 81 000           |
| 1992 | 80 900           |
| 1996 | 81 200           |
| 2002 | 79 200           |
| 2006 | 78 600           |
| 2008 | 77 600           |
| 2010 | 79 900           |
| 2011 | 80 100           |
| 2014 | 80 265           |
| 2021 | 74 054           |

## Religia
Wyborg jest siedzibą eparchii wyborskiej Rosyjskiego Kościoła Prawosławnego. Katedrą tejże eparchii jest sobór Przemienienia Pańskiego w Wyborgu.

## Zabytki
- Zamek w Wyborgu
- Okrągła Wieża

## Turystyka i rekreacja
- Park Mon Repos

## Urodzeni w Wyborgu
- Jewgienij Bierzin – rosyjski kolarz, olimpijczyk
- Waldemar Björkstén – fiński żeglarz, olimpijczyk
- Bror Brenner – fiński żeglarz, olimpijczyk
- Allan Franck – fiński żeglarz, olimpijczyk
- Pentti Ikonen – fiński pływak, olimpijczyk
- Sulo Jääskeläinen – fiński skoczek narciarski, olimpijczyk
- Carl Jänisch – rosyjski i fiński szachista
- Eero Järnefelt – fiński malarz
- Wiaczesław Jekimow – rosyjski kolarz, olimpijczyk
- Aino Kallas – fińska pisarka
- Aarne Pekkalainen – fiński żeglarz, olimpijczyk
- Witalij Pietrow – rosyjski kierowca wyścigowy
- Aleksandr Sierow – rosyjski kolarz, olimpijczyk
- Jorma Valkama – fiński lekkoatleta, olimpijczyk

## Miasta partnerskie
- Bodø, Norwegia.
- Lappeenranta, Finlandia.
- Nyköping, Szwecja.